# 詫間電波工業高等専門学校
詫間電波工業高等専門学校（たくまでんぱこうぎょうこうとうせんもんがっこう, 英称：Takuma National College of Technology）は、かつて香川県三豊市詫間町に2009年（平成21年）9月30日まであった日本の国立高等専門学校。2009年10月1日に高松工業高等専門学校と統合再編され、香川高等専門学校となる。略称は詫間電波で、地元での通称は電波高または単に電波。
旧国立電波高等学校を母体に創設された電波高専は本校のほか仙台電波工業高等専門学校と熊本電波工業高等専門学校の全国で3校が存在していた。現在はすべて統合再編されている。

## 概要
1学年160名、5学年で約800名の学生が在籍していた。卒業後、大学に編入する学生の割合が高い。
旧国立電波高等学校を母体に創設された電波高専は、本校を含め、全国に3校（宮城県仙台市及び熊本県合志市）存在する。電子・情報系の専門技術者を育成する高等専門学校という位置付けになっている。

## 沿革
- 1943年（昭和18年）10月 - 逓信省所管官立無線電信講習所 大阪支所として大阪府中河内郡矢田村に開設。
- 1945年（昭和20年） - 官立大阪無線電信講習所に改称。
- 1948年（昭和23年）8月 - 文部省に移管。
- 1949年（昭和24年）4月 - 香川県三豊郡詫間町（詫間海軍航空隊跡地）に移転。
- 1949年（昭和24年）5月 - 詫間電波高等学校に改称。
- 1971年（昭和46年）4月 - 詫間電波工業高等専門学校(電波通信学科三学級、定員120名)で設置。
- 1974年（昭和49年）6月 - 詫間電波高等学校廃止。
- 2004年（平成16年）4月 - 独立行政法人国立高等専門学校機構詫間電波工業高等専門学校となる。
- 2004年（平成16年）4月 - 専攻科設置。
- 2009年 (平成21年) 10月1日 - 高専の高度化再編のため、高松工業高等専門学校と統合し香川高等専門学校詫間キャンパスとなる。

## 設置学科

### 学科
- 情報通信工学科
- 電子工学科
- 電子制御工学科
- 情報工学科

### 専攻科
- 電子通信システム工学専攻
- 情報制御システム工学専攻

## 交通アクセス
- JR四国予讃線 詫間駅から西へ約5km
- 詫間駅から三豊市コミュニティバス（詫間線・詫間三野線）乗車、電波高専前下車 - 1時間に1本程度
- 香川県道232号紫雲出山線沿い

## 学生生活
全国高専ロボットコンテスト（ロボコン）の出場常連校である。特に、高専ロボコン2006 ふるさと自慢特急便では「ARK/あーく」で大会史上初めてトーナメントの優勝と優れたロボット技術に対して贈呈される名誉賞「ロボコン大賞」の二冠を達成した。
第19回全国高専プログラミングコンテストにおいて、自由部門で「写動－シャドウ－」というテーマで詫間高専初の、文部科学大臣賞・最優秀賞・情報処理学会若手奨励賞というW受賞をした。また、課題部門では「さんぽでまんぽ－88っとうぉーく－」で特別賞を受賞した。2008年現在、7年連続受賞している。

## 学園祭
「電波祭」と呼ばれ毎年秋に行われる。

## 寮
- 男子寮：七宝寮
- 女子寮：紫雲寮

## 旧寮歌
現在では廃止されているが、旧寮歌は口伝で代々受け継がれている。そのため、時代によって多少歌詞に違いがあるが、概ね以下のようなものである。

1.波静かなる瀬戸内の
　きしべに匂う桜花
　望みを遠く海越えて
　夕べの星と輝きぬ
2.北斗は遠くまたたきて
　粟島かすむ夕まぐれ
　命の限り憧れの
　さめても後の流れ星
3.我が憧れをたとおれば
　宵の潮路のなおはるか
　エデンの園に影うつす
　平和の神に抱かれて
4.故里遠く離れ来し
　堅き結びの友がきよ
　渚にくだく月あおぎ
　語り明かさんこの一夜
5.ああ若き日の今は行く
　三年の春も夢のごと
　散りゆく花のひとひらに
　多感の遊子想いあり

## 同窓会
「七宝会」と呼ばれる。

## 著名な卒業生
- 千々岩力（法学者、高岡法科大学元学長）
- 中井直正（天文学者、筑波大学教授）
- 桂よね吉（落語家）
- 吉藤健太朗（中退、ロボット研究者、実業家）
- 川口正倫（飯田橋・神楽坂社会保険労務士法人代表）

## 関連事項
- 高等専門学校
  - 香川高等専門学校
- 電波高等専門学校
  - 仙台電波工業高等専門学校
  - 熊本電波工業高等専門学校
- 日本の高等専門学校一覧
- 香川県高等学校の廃校一覧
- 旧制中等教育学校の一覧 (香川県)